# Ольшанка (Поморське воєводство)
Ольшанка (пол. Olszanka, нім. Ellerbruch) — село в Польщі, у гміні Пшивідз Ґданського повіту Поморського воєводства.
Населення — 126 осіб (2011).
У 1975-1998 роках село належало до Гданського воєводства.

## Демографія
Демографічна структура станом на 31 березня 2011 року:
|          | Загалом | Допрацездатний вік | Працездатний вік | Постпрацездатний вік |
| -------- | ------- | ------------------ | ---------------- | -------------------- |
| Чоловіки | 66      | 14                 | 45               | 7                    |
| Жінки    | 60      | 13                 | 33               | 14                   |
| Разом    | 126     | 27                 | 78               | 21                   |